# Wilfred Burgos
Wilfred Burgos (Aruba, 27 augustus 1947) is een Surinaams atleet en karateka. Hij behaalde gouden medailles tijdens internationale wedstrijden in met name discuswerpen. Hij richtte in 1978 de karateschool Kyokushinkai Karate Instituut Burgos op.

## Biografie
Wilfred Burgos was sinds 1962 actief in diverse disciplines van de atletiek, met als specialiteit discuswerpen. Tijdens internationale wedstrijden behaalde hij zestien gouden medailles. Twee keer kwam hij uit tijdens de Centraal-Amerikaanse en Caraïbische Spelen (Casco Games), en verder tijdens de Pan-Amerikaanse Spelen van 1971 in discuswerpen en kogelstoten.
In 1972 begon hij met karate in de kyokushinkai-stijl, eerst bij Cecil Tirion en later bij Hedwig Lobman. In 1978 behaalden hij en Frank Loban de eerste dan en op 3 maart 1978 richtte hij het Kyokushinkai Karate Instituut Burgos op. In mei 1982 legde hij bij Hedwig Lobman zijn examen voor de tweede dan af, rond dezelfde tijd als Tirion. Een examen voor zo'n hoge graad was een primeur voor het karate in Suriname. Als examinator had hij primeurs met Helen Weidum als eerste vrouwelijke karateka uit Suriname met de eerste dan (1984) en tweede dan (1986). In 1988 was Burgos inmiddels een vierde dan karateka.
In april 1981 werd de Budo Organisatie opgericht met het doel om de krijgssporten in Suriname te verenigen binnen één bond. Burgos nam zitting in het bestuur als commissaris; Frank Doelwijt (taekwondoka) was de voorzitter en Tirion de secretaris. De organisatie was geen succes en viel uiteen. Binnen de karatewereld bleef de eenheid ook niet bestaan. De Surinaamse Karate Associatie (SKA) werd na een ruzie voortgezet door Wilfred Burgos; Tirion richtte in 1986 de Amateur Karate Unie als tegenhanger op. Voor de International Budo Kaikan (IBK), waar Burgos' school bij aangesloten is, fungeert hij als vertegenwoordiger (branch chief) voor Suriname en de Caraïben.
In 2002 was hij verantwoordelijk voor de stunts in de film Paramaribo papers. Op op 22 januari 2011 richtte hij een afdeling op aan de Altonaweg in Lelydorp, waar zijn pupil en 4e dan Amar Santokhi sindsdien de hoofdtrainer is. In 2014 kreeg Burgos tijdens een gezamenlijk gala van de SKA en de Surinaamse Judo Federatie de Life Time Achievement Award toegekend. In mei 2019 werd hij gepromoveerd tot achtste dan en in november 2022 tot negende dan.